# 廈門鷺島足球俱樂部
廈門鷺島足球俱樂部（英語：XIAMEN EGRET ISLAND FOOTBALL CLUB），是位於中國廈門的一家職業足球俱樂部，簡稱廈門鷺島，2022年4月25日16點30分，《中國足球協會關於公布2022賽季各級職業聯賽參賽俱樂部名單的通知》發布，廈門鷺島足球俱樂部退出中國足球聯賽系統。

## 球隊歷史
2019年10月11日，廈門趣店足球俱樂部有限公司成立。
2019年廈超冠軍東嶼行足球俱樂部和廈門趣店合作，以球隊新名稱廈門鷺島隊參加中冠聯賽，2020年11月30日下午，在2020中國足球協會會員協會冠軍聯賽總決賽階段梅縣賽區決賽中，廈門鷺島隊以3：1戰勝宜春江鎢威虎隊，獲得賽區第一名，並以總成績4勝1平的戰績獲得中冠聯賽亞軍，沖乙成功。
中國足協於2020年12月14日發布了《關於各級職業聯賽實行俱樂部名稱非企業化變更的通知》，2021年1月14日，工商變更後名稱廈門鷺島足球俱樂部有限公司。中國足協於2021年3月29日發布了《關於公布獲得2021賽季中國足球協會職業準入資格俱樂部名單的通知》，廈門鷺島足球俱樂部有限公司獲得2021賽季中乙聯賽準入資格。廈門鷺島隊的中乙開局並不理想，聯賽半程7輪比賽僅拿到7分，排名賽區8支隊伍中的第6名。從聯賽下半程開始，廈門鷺島全勝（即當賽季中乙聯賽唯一的七連勝），以8勝4平2負進21球失9球積28分獲得第一階段瀘西賽區第2，並提前一輪鎖定沖甲組8個名額之一。第二階段唐山賽區沖甲組，廈門鷺島隊以4勝4平6負進11球失20球積16分獲得中乙第5，距離升級區僅一步之遙。
2022年4月8日，此前在準入名單裏的廈門鷺島足球俱樂部已正式反饋中國足協，退出2022賽季中乙聯賽。2022年4月25日16點30分，《中國足球協會關於公布2022賽季各級職業聯賽參賽俱樂部名單的通知》發布，廈門鷺島足球俱樂部退出中國足球聯賽系統。

## 主場與訓練基地

### 主場
廈門市體育中心廈門市體育场：占地約5公頃，建築面積2.9萬平方米，可容納觀眾近三萬人。

### 訓練基地
海滄足球訓練基地位於廈門市海滄區G319路旁（東孚大道龍井段）。基地位於廈門天竺山腳下，氣候宜人，景色秀美，空氣清晰，目前有三片符合足球訓練標準的草坪場（含燈光場地一片）及非標準訓練場一片（60×80米）和綜合樓一棟。足球草坪占地面積3.1萬平方米，設有11人製球場3片、7人製球場1片。4塊足球場全部為天然專業足球草坪（非人工塑膠草），目前足球場草坪養護質量良好符合比賽標準，已舉辦數場全國青少年足球超級聯賽，賽場監督評估分均達到90分以上。基地生活保障區（綜合樓)共四層樓房（總建築面積3514平方米，占地面積2867平方米），鑒於該基地的現有設施，其主要功能，為能容納120人左右的集食、宿、練為一體的足球單項訓練場所，並可供管理人員使用的配套設施。該地塊為體育用地使用性質，可供球隊訓練、全體市民運動。

## 歷年成績
| 賽季     | 位置  | 積分 | 場數 | 勝 | 和 | 負 | 入球 | 失球 | 足協杯        | 教練   | 主場   |
| -------- | ----- | ---- | ---- | -- | -- | -- | ---- | ---- | ------------- | ------ | ------ |
| 2020中冠 | 第2位 | 13   | 5    | 4  | 1  | 0  | 17   | 3    | 未參賽        | 楊林   | 賽會製 |
| 2021中乙 | 第5位 | 44   | 28   | 12 | 8  | 8  | 32   | 29   | 中乙預賽第2輪 | 臧海利 | 賽會製 |

## 球員名單
更新日期：2021.7.30
註釋：國旗表示球員在國際足聯資格規則定義的國家隊。球員可能擁有一個以上非國際足聯國籍。
| 號碼 |      | 位置 | 球員   |
| ---- | ---- | ---- | ------ |
| 6    | 中国 | 中场 | 賈玉棟 |
| 7    | 中国 | 前锋 | 陳林奇 |
| 8    | 中国 | 后卫 | 劉建業 |
| 9    | 中国 | 前锋 | 雷永馳 |
| 10   | 中国 | 中场 | 王琺   |
| 11   | 中国 | 中场 | 蔣成浩 |
| 12   | 中国 | 后卫 | 陳毅陽 |
| 14   | 中国 | 中场 | 歐陽雪 |
| 15   | 中国 | 中场 | 王冠宇 |
| 16   | 中国 | 门将 | 穆芊羽 |
| 17   | 中国 | 中场 | 劉堯   |
| 19   | 中国 | 后卫 | 王天賜 |
| 20   | 中国 | 中场 | 吳青松 |
| 21   | 中国 | 前锋 | 文超   |
| 22   | 中国 | 前锋 | 許波   |
| 23   | 中国 | 后卫 | 謝碩   |
| 24   | 中国 | 中场 | 林澤錕 |

| 號碼 |      | 位置 | 球員     |
| ---- | ---- | ---- | -------- |
| 26   | 中国 | 门将 | 王蒙     |
| 27   | 中国 | 后卫 | 劉譜錦   |
| 28   | 中国 | 后卫 | 邵帥     |
| 29   | 中国 | 前锋 | 王嘯     |
| 30   | 中国 | 中场 | 薛智文   |
| 34   | 中国 | 后卫 | 蔣英浩   |
| 35   | 中国 | 门将 | 伊文思   |
| 41   | 中国 | 后卫 | 金勇君   |
| 42   | 中国 | 前锋 | 王錦鵬   |
| 43   | 中国 | 后卫 | 戰賽男   |
| 45   | 中国 | 前锋 | 艾力凱爾 |
| 46   | 中国 | 中场 | 張帥     |
| 48   | 中国 | 中场 | 蔡子立   |
| 50   | 中国 | 前锋 | 吳嘉豪   |
| 55   | 中国 | 中场 | 羅煜恒   |
| 59   | 中国 | 中场 | 陳運涵   |
| 60   | 中国 | 中场 | 林廷炫   |

## 著名球員
- 劉建業

## 歷任總經理
| 總經理 | 國籍 | 年份                 |
| ------ | ---- | -------------------- |
| 李鎮伯 | 中国 | 2019年底–2021.12.17  |
| 洪劍東 | 中国 | 2021.12.17–2022.4.25 |

## 歷任主教練
| 主教練 | 國籍 | 年份               | 教練團隊               | 任期榮譽     |
| ------ | ---- | ------------------ | ---------------------- | ------------ |
| 楊林   | 中国 | 2019年底–2021.1.31 | 常琳、魏強、朱子森     | 2020中冠亞軍 |
| 臧海利 | 中国 | 2021.2.1–2022.4.25 | 袁哲、姜濤、郭駿、韓凱 |              |

## 俱樂部榮譽
| 榮譽         | 次數 | 年度   |
| ------------ | ---- | ------ |
| 2020中冠亞軍 | 1    | 2020年 |

## 歷屆球衣
| 由     | 到     | 球衣廣告 | 球衣廣告 | 球衣廣告 | 球衣廣告                       | 球衣廣告 | 球衣廣告               | 球衣供應商  |
| 由     | 到     | 胸前字樣 | 贊助商   | 背後字樣 | 贊助商                         | 衣袖字樣 | 贊助商                 | 球衣供應商  |
| ------ | ------ | -------- | -------- | -------- | ------------------------------ | -------- | ---------------------- | ----------- |
| 2020年 | 2020年 |          |          |          |                                |          |                        | CIKERS 賽客 |
| 2021年 | 2021年 |          |          | 聯恒久隆 | 廈門聯恒久隆新能源科技有限公司 | 丹鳳     | 亞洲釀酒(廈門)有限公司 | CIKERS 賽客 |